# كهريز عجم
كهريز عجم هي قرية في مقاطعة نقدة، إيران. يقدر عدد سكانها بـ 234 نسمة بحسب إحصاء 2016.